# Companyia de Galceran de Cartellà
La Companyia de Galceran de Cartellà fou una companyia de tropes regulars catalanes que va lluitar en la guerra dels trenta anys.
A mitjans de 1637, durant la guerra dels trenta anys, l'exèrcit regular comandat per Gerardo de Cervellón y Mercader, a part de les escasses forces regulars disponibles, es decidí disposar de contingents de milícies catalanes tot i seguint l'usatge princeps namque amb un edicte que Enric III d'Empúries, duc de Cardona i virrei de Catalunya, promulgà el 13 de juny, però de seguida fou rebutjat públicament per part de les institucions com una contrafacció amb dos motius de fons: L'usatge havia estat invocat pel Virrei i no pel Rei estant present dins del Principat, i segon, no hi havia guerra dins del Principat.
Girona oferí el 8 d'agost una companyia de 90 homes comanada per Galceran de Cartellà, Baró de Falgons per a servir durant 3 mesos en la campanya. Tot i això quan l'exèrcit sortí a la campanya no hi havia tropes catalanes en ell.